# Accessori dei telescopi ottici
Oltre al tubo ottico e alla sua montatura, gli astrofili si dotano di un corredo di diversi accessori, che può partire da pochi oculari essenziali, fino ad un vasto parco di accessori specializzati.

## Oculari

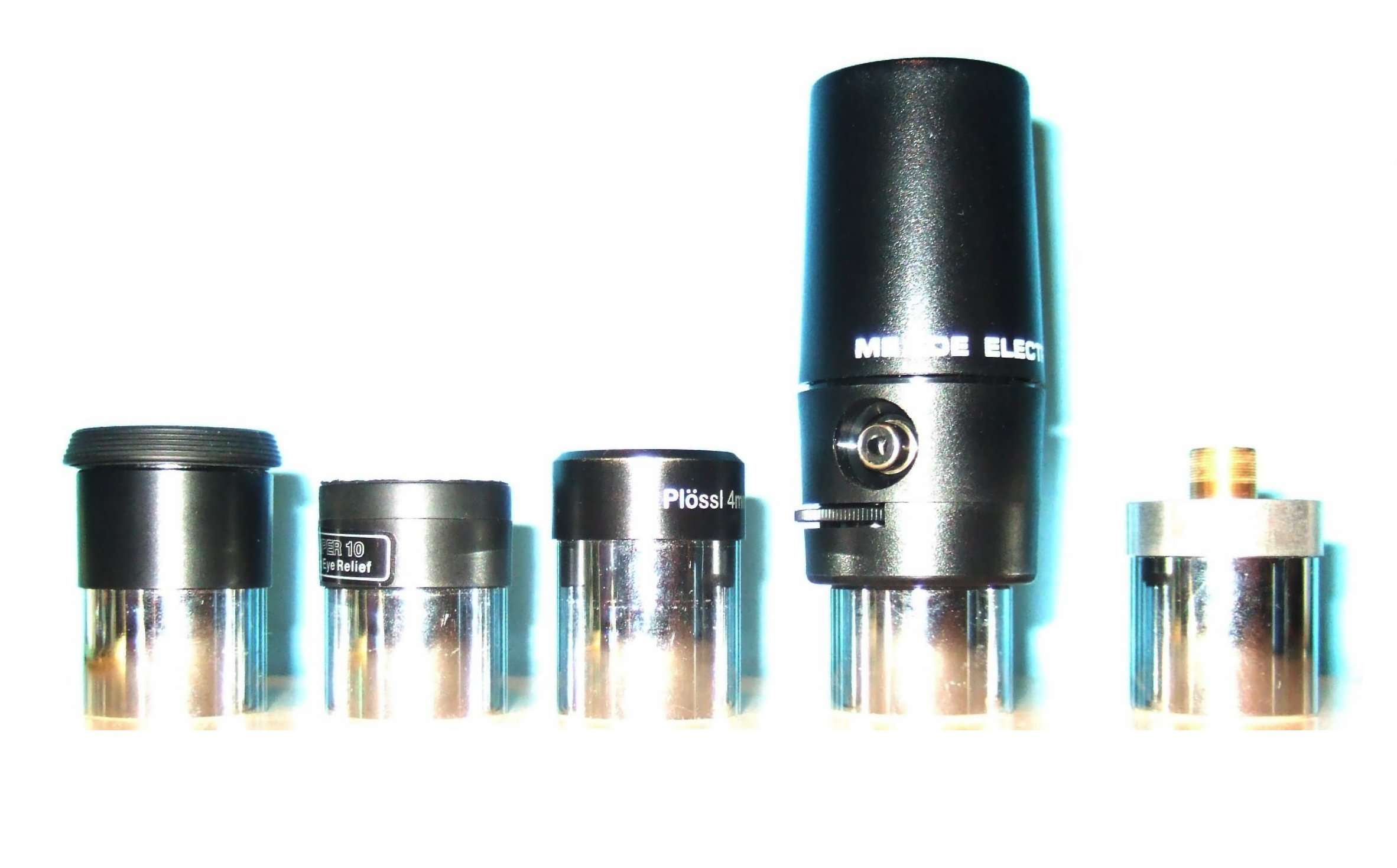
Un set di oculari per un telescopio amatoriale. L'immagine migliore dell'oggetto osservato non è sempre data dall'ingrandimento maggiore, perciò il telescopio viene corredato di diversi oculari, che offrono diversi ingrandimenti

Fra gli accessori spiccano gli oculari, che possono contribuire significativamente al rendimento dell'osservazione. I telescopi commerciali economici vengono solitamente venduti con un corredo di oculari di qualità modesta, generalmente dallo schema ottico Huygens e Ramsden o nel migliore dei casi un Kellner: questi oculari, pur essendo funzionali, sono solitamente scomodi (è necessario avvicinare molto l'occhio e non sono adatti ai portatori di occhiali) e hanno un campo apparente ridotto, oltre a mostrare evidenti aberrazioni ottiche e distorsioni, specialmente ai bordi del campo visivo. I Kellner hanno meno aberrazioni rispetto agli Huygen e ai Ramsed e possono essere un buon compromesso economico fra qualità e prezzo, in particolar modo quando sono ben trattati e opacizzati. Gli oculari di buona qualità attualmente più diffusi sono quelli basati sullo schema ottico Plössl e i più comodi sono gli Erfle o König, che hanno anche un campo apparente molto ampio. Un solo oculare di alta qualità può costare come un piccolo telescopio newtoniano economico.

## Lente di Barlow e riduttori di focale
Insieme agli oculari gli astrofili possono dotarsi anche di una lente di Barlow, che aumenta la focale dell'obiettivo e quindi gli ingrandimenti, o viceversa di un riduttore di focale. La qualità dell'immagine degrada ogni volta che la luce proveniente dall'obiettivo incontra o attraversa ulteriori elementi ottici, per cui molti astrofili non amano molto elementi aggiuntivi come questi o come i raddrizzatori d'immagine, tuttavia, se una lente di barlow è di ottima qualità rispetto al solo oculare permettono una minima perdita di luminosità, a parità di ingrandimenti, rispetto al solo oculare montato.

## Filtri
Il filtro è un accessorio importante per un telescopio, esso serve a filtrare la luce di un oggetto celeste: Sole o Luna onde attenuarne la luminosità altrimenti dannosa per la retina. Vi sono poi altri tipi di filtri specializzati al passaggio di una specifica banda dello spettro, in modo da osservare un certo tipo di oggetto enfatizzandone la visione.
Gli astrofili più appassionati si dotano anche di filtri colorati di contrasto, che aiutano nell'osservazione planetaria o particolari filtri interferenziali e nebulari, per far passare solo certe lunghezze d'onda e vedere meglio certe nebulose o ridurre l'effetto dell'inquinamento luminoso.

## Accessori fotografici
Fra gli accessori fotografici, il principale è ovviamente la fotocamera. Chi usa la pellicola, preferisce le vecchie macchine reflex manuali, che possono tenere aperto l'otturatore per tutte le ore di posa, senza pericolo che si chiuda per l'esaurimento della batteria. Per chi punta sul digitale, la tecnologia migliora ogni anno: attualmente si può partire da comuni fotocamere digitali e webcam, per arrivare ai CCD dedicati (spesso dotati di sistemi di raffreddamento), che hanno una grandissima sensibilità e qualità.
A queste vengono affiancati i vari raccordi e adattatori necessari, ma soprattutto il sistema di guida, che può essere basato su un telescopio guida montato in parallelo al principale oppure può essere una guida fuori asse, che intercetta parte della luce che va alla fotocamera, ridirigendola verso l'oculare di guida. Dell'oculare guida esistono diversi modelli, accomunati da un reticolo illuminato, con la funzione di mirino e riferimento.

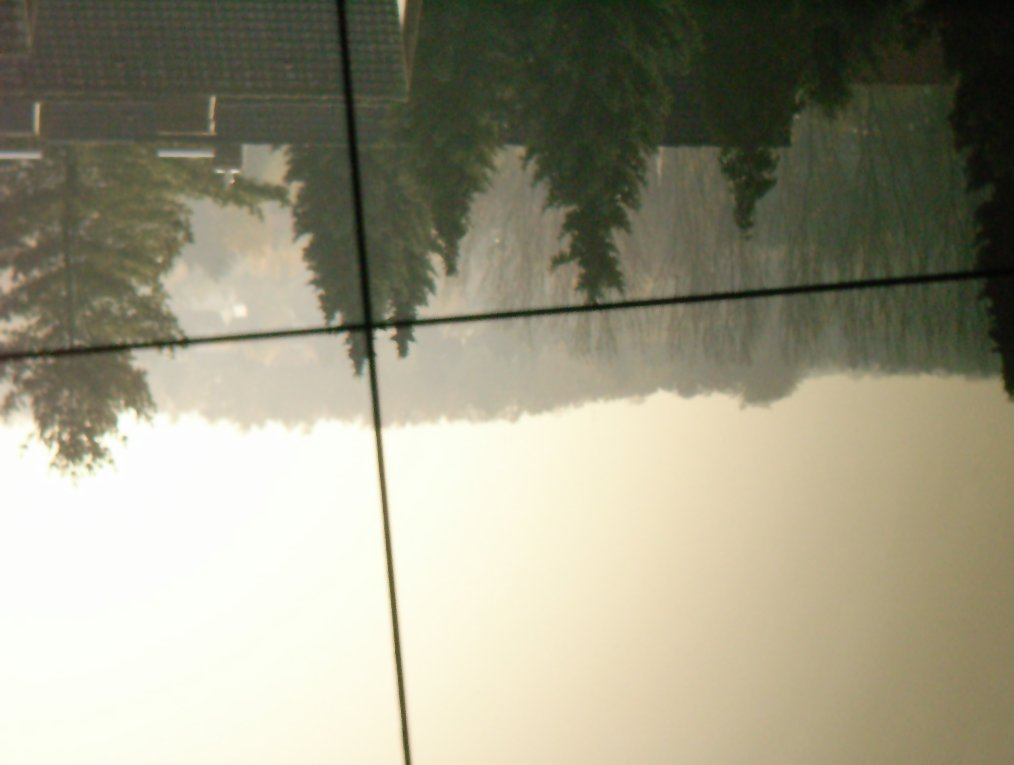
Immagine terrestre in un cercatore

## Cercatore
Il cercatore è un piccolo telescopio con minori ingrandimenti e quindi con un campo visivo più ampio, atto alla ricerca dell'oggetto da puntare.

## Treppiede
Il treppiede è il supporto del telescopio, sostenuto appunto da tre piedi estendibili. Sopra il treppiede viene montata la montatura del telescopio. La funzione del treppiede è fondamentale per dare stabilità all'intero strumento.

## Prisma deviatore
Il prisma deviatore è un prisma che devia l'angolo di incidenza di un'immagine di 90 o di 120°. La deviazione risulta utile quando si utilizza un telescopio in cui la posizione di osservazione risulta scomoda.